# Martkopi
Martkopi (en géorgien : მარტყოფი, parfois transcrit Martqopi) est une commune dans le district (raion) de Gardabani, sur le versant gauche de la chaîne montagneuse du Yalno, dans les gorges des rivières Alikhevi et Tevali. Le village est à une altitude de 770 m, à 55 km de Gardabani et 12 km de Vaziani (la station ferroviaire la plus proche). Selon le recensement de 2002, le village est peuplé de 7 666 habitants.

## Protohistoire
La commune de Martkopi (Martqopi) est réputée pour la découverte, dans la vallée d'Ulaveri, de plusieurs riches kourganes funéraires, marquant le début de la culture des kourganes (ou tumulus) de la Transcaucasie centrale. La culture de Martkopi peut être datée d'environ 2550 AEC.

## Histoire
Durant l'Antiquité classique, le territoire est habité dès les Ier et IIe siècles. Jusqu'au VIe siècle, le nom du lieu est Akriani. L’appellation actuelle Martkopi viendrait de l'ermite assyrien Anton Martkopeli, sans doute un des Treize pères assyriens (en), (martomkopeli en géorgien signifie quelqu'un qui vit isolé).
Une cathédrale s'établit là au XIIIe siècle, et devient au XVe siècle le centre d'un sadrocho (unité administrative médiévale en Géorgie relative à la levée de l'armée).
En 1625 Martkopi est le siège de la rude bataille de Martkopi entre les forces géorgiennes et les Séfévides.
Martkopi rayonne aussi comme un centre culturel : y sont liés par exemple des poètes géorgiens tels Nikolos Tcherkessichvili (XVIIe et XVIIIe siècles), Ioan Khoboulachvili et Stefane Djorjadze ((XVIIIe siècle)).
Non loin du village, dans les montagnes d'Oulévi, les archéologues ont découvert des tombes de l'époque du bronze. Dans le village même ce sont des pièces de monnaie parthes.
On remarque aussi à Martkopi les ruines de l'église à coupole construite en 1810 par l'évêque de Roustavi Stefane II. Quelques châteaux d'autres familles, remontant au XVIIIe siècle sont aussi dignes d'intérêt, ainsi que le monastère de Ghvtaeba qui remonte aux Ve et VIe siècles.

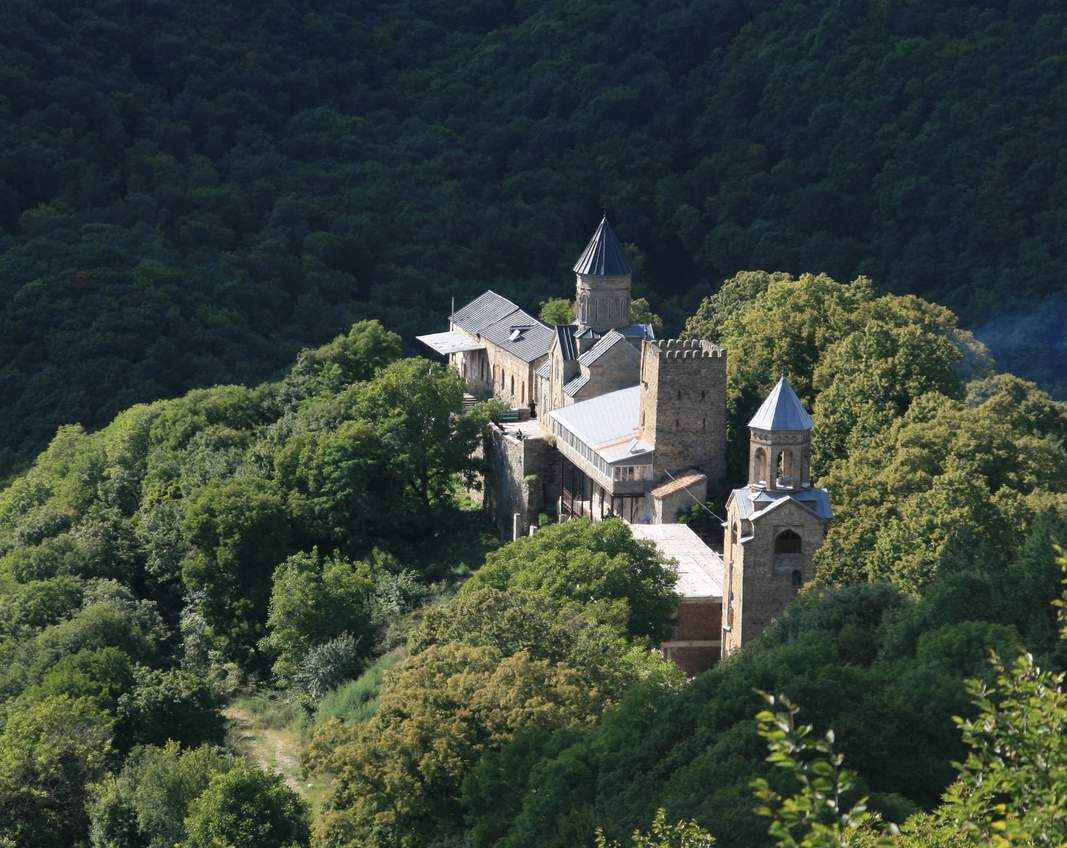
Le monastère de Martkopi-Ghvtaeba vu de la tour de saint Antoine l'ermite